# Eutropha juhuensis
Eutropha juhuensis är en tvåvingeart som beskrevs av Spencer 1986. Eutropha juhuensis ingår i släktet Eutropha och familjen fritflugor. Inga underarter finns listade i Catalogue of Life.